# 化石帯
化石帯（かせきたい）は、岩相や堆積環境と無関係に、特徴的な化石またはその古生物学的特徴に基づいて定義される地層区分の1つ。放射年代や古地磁気と異なり、生物的・相対的な要素を対象とする。定義としては特定の化石に特徴づけられる単層あるいは単層群を指すが、時間的層序区分単位としてもみなされている。時間的単位として用いる場合には、化石帯の上限と下限を時間面として横に伸ばし、両者に挟まれた領域を化石帯に対応する時間帯とする。このとき、時間帯とされる地層中に実際に化石が含まれていなくともよい。

## 化石帯の命名
化石帯は、化石帯の中で特徴的な1種か2種の化石種の学名と、「群集帯」「区間帯」のように古生物相の内容を示す述語との組み合わせによって命名される。例として、有孔虫のGloborotalia属の2種で特徴づけられる化石帯は、Globorotalia (Turborotalia) acostanensis acostanensis - Globorotalia (G.) merotumida partial-range-zoneのような命名となる。
BP社のF. T. BannerとW. H. Blowはこうした煩雑で層準の上下関係の判断が不可能な表記を問題視し、浮遊性有孔虫に基づいて新第三系の地層をN. 1帯からN. 23帯まで区分し、従来の学名を付した表記と併記した。こうした番号化石帯の表記はあくまでも非公式なものとして扱われている。番号表記は上下関係の区別が容易になる利点がある一方で、命名時に層序の位置づけを誤っていた場合に大きな混乱をもたらす場合がある。

## 化石帯の階級・種類
化石帯の規模は不定であり、単一の地域的な床層を1つの化石帯とみなすこともできれば、新生代や中生代といった代の堆積物を丸ごと1つの化石帯とみなす（この場合哺乳類や爬虫類といった高次分類群が指標となる）ことも可能である。化石帯の特徴的な化石についてさらに層準ごとに細かい差異があれば、「亜帯」や「小帯」といった低次の階級の単元を用意できる。小帯は化石帯の下位分類として最小の分類であるが、亜帯を介さず化石帯を小帯に細分することも可能である。
また、上位・下位分類と別に、化石帯はその種類が多岐に亘る。

様々な化石帯。この図では高柳 (1995)が無産間隔と呼称したbarren intervalが間隔帯に含まれている。

区間帯（range zone）
特定の化石の既知の産出範囲にあたる地層。「垂直帯」や「生存期間帯」の別訳がある。
タクソン区間帯（taxon-range zone）、共存区間帯（concurrent-range zone）に細分される。
間隔帯（interval zone）
2つの特定の生層準に挟在する、化石を保存した地層。上限や下限の生層準は特定の分類群の最下限や最上限あるいはその他の基準で識別される。高柳 (1995)によれば、化石が産出しない無産帯は間隔帯に当てはまらない。
系列帯（lineage zone）
祖先-子孫関係にある系列の特定部分にあたる化石を保存した地層。ある分類群の産出する全ての区間、あるいは当該分類群から派生した子孫が出現するまでの区間にあたる。区間帯や間隔帯としての側面を持つ。
群集帯（assemblage zone）
化石種の生存区間と関係なく、顕著な群集または3種類以上の分類群の組み合わせによって区別される地層。「集合帯」や「群帯」の別訳がある。
多産帯（abundance zone）
特定の分類群が特に多産する地層。産出する分類群の組み合わせや産出範囲とは無関係である。「アクメ帯」、「絶頂帯」、「フラド帯」が実質的に同義とされ、当該分類群の個体数増加・分布範囲拡大・当該生態系における勢力増大を反映している。
無産間隔（barren interval）
化石が産出しない間隔。

## 進化論との兼ね合い
化石帯は、多くの化石層序学者の間において、時間経過に応じた化石形態の変化が不連続であり、また指標となる化石種に固有の生息期間が存在するという仮定の下で適用されている概念である。生物における進化の概念が確立される以前に化石層序学が発展したため、連続的な時間的変化である進化との擦り合わせが重要視されている。
化石帯を特徴づける生物群集には、直接的な祖先-子孫関係を共有しない示準化石を寄せ集めたものや、逆に祖先-子孫関係にある進化系列の特定の段階を抜き出したものがある。具体的には、北西ヨーロッパにおける海成層のジュラ系のアンモナイトに基づく化石帯が前者、上部白亜系およびそれ以降のイノセラムスやバキュリテスや浮遊性有孔虫に基づく化石帯が後者に当てはまる。後者のような例において産出する化石種に形態的な飛躍があった場合、そこには存在したと思われる中間型が堆積物のギャップにより化石記録を欠如しているか、中間型を経由しない本質的な形態の飛躍的な変化があったと考えられる。このいずれが実態としてあるのかは、2種類の化石種が覆瓦的に産出するか否か、生息環境の変化の多寡、形態変異が遺伝的な規制を受けているか否か、といった点である程度の推察が可能になる。